# ليوناردو نيهر
ليوناردو نيهر (بالإنجليزية: Leonardo Neher)‏ هو دبلوماسي أمريكي، ولد في 5 ديسمبر 1922 في سينسيناتي في الولايات المتحدة، وتوفي في 11 مايو 2015.